# Ana Belén Vázquez Blanco
Ana Belén Vázquez Blanco (Bande, 27 de gener de 1975) és una política espanyola membre del Partit Popular. És diputada per la circumscripció electoral d'Ourense des del 5 de juliol de 2016 per a la XII legislatura i ho ha estat anteriorment per les VII, VIII, IX i X legislatures.

## Biografia

### Professió
Llicenciada en Dret per la Universitat de Vigo, posseeix un màster en gestió pública. És funcionària del cos superior de l'administració local.

### Carrera política
Va ser triada regidora a l'ajuntament de Bande en les Eleccions municipals espanyoles de 1995, renovant el càrrec en 1999 i 2003. Va ocupar el càrrec de regidora de Cultura i Esport, i posteriorment va passar a ser segona tinent alcade. El 21 de novembre de 2006 va ser triada alcaldessa de Bande, després de la defunció de l'anterior alcalde Amador de Celis. En les Eleccions municipals espanyoles de 2007 no es va presentar, i va encapçalar la llista per al PP el seu marit José Antonio Armada.
És coordinadora de participació del Partit Popular d'Ourense, i membre del comitè executiu provincial així com de la Junta directiva nacional.
El 12 de març de 2000, va ser triada diputada per la circumscripció electoral d'Ourense al Congrés dels Diputats i reelegida en 2004, 2008, 2011 i 2016.